# تشهار طاق (غوغر)
تشهار طاق (بالفارسية: چهارطاق) هي قرية تقع في إيران في قسم غوغر الريفي. يقدر عدد سكانها بـ 417 نسمة بحسب إحصاء 2016.